# Waltershausen
Waltershausen és una població del districte Gotha a Turíngia, Alemanya. Tés 13.108 habitants (2012).

## Història
Dins l'Imperi Alemany (1871-1918), Waltershausen va formar part del Ducat de Saxònia Coburg i Gotha.

## Ciutats agermanades
- Bruay-sur-l'Escaut, França
- Korbach, Alemanya (Hessen)
- Wolbrom, Polònia
- Hanau, Alemanya (Hessen)

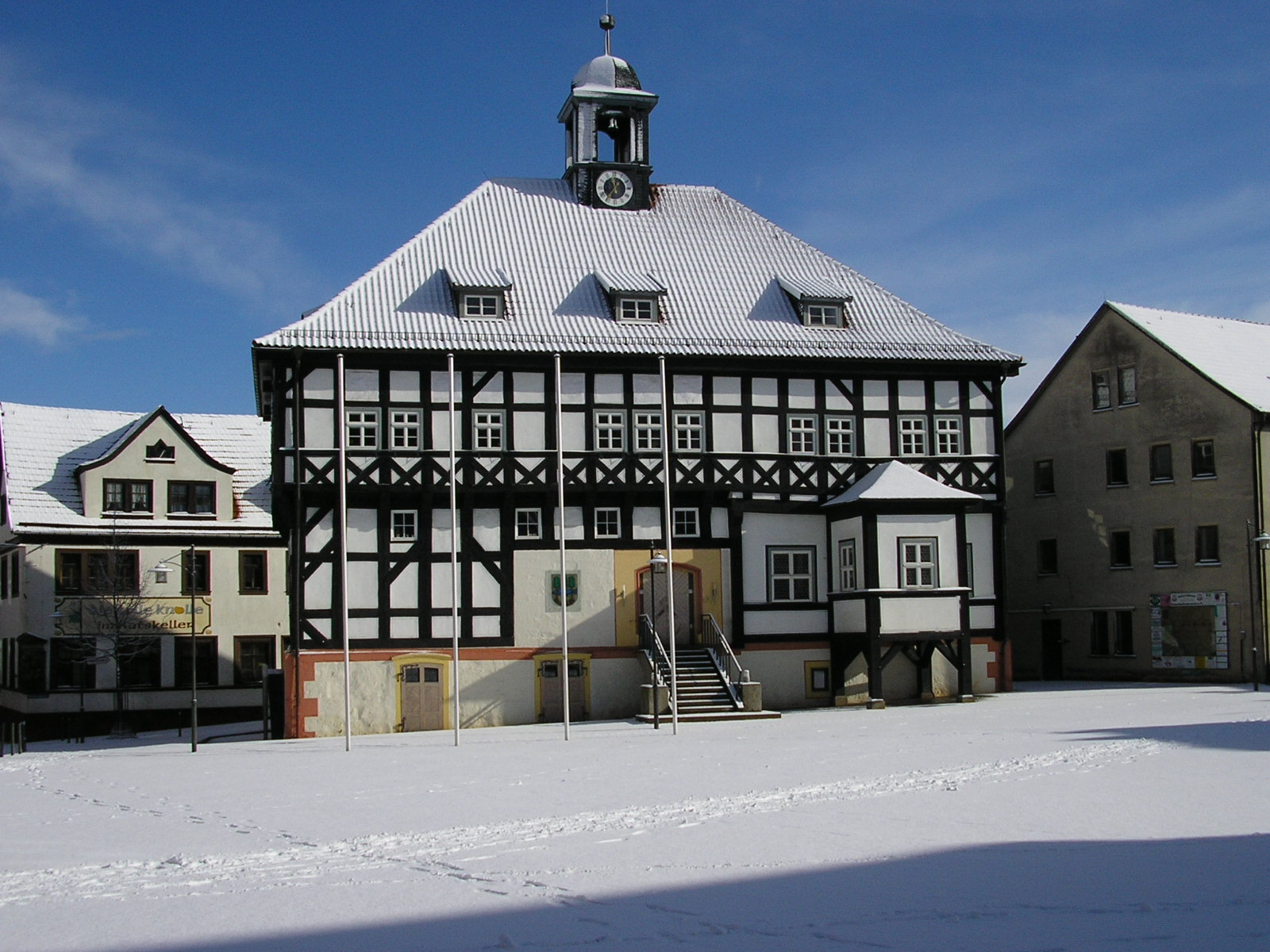
Ajuntament